# خوزه دل سولار
خوزه دل سولار (انگلیسی: José del Solar؛ زادهٔ ۲۸ نوامبر ۱۹۶۷) بازیکن سابق فوتبال اهل پرو است که در پست هافبک دفاعی بازی‌می‌کرد و اکنون مربی فوتبال است. 
وی همچنین در تیم ملی فوتبال پرو بازی کرده‌است.